# Indigo Film
La Indigo Film è una casa di produzione cinematografica italiana, fondata nel 1994 da Nicola Giuliano, Francesca Cima e Carlotta Calori.
Fra i film prodotti figurano tutti i lungometraggi di Paolo Sorrentino compreso La grande bellezza che nel 2014 ha vinto l'Oscar al miglior film straniero e Youth - La giovinezza in concorso al festival di Cannes 2015, Il ragazzo invisibile di Gabriele Salvatores candidato agli EFA 2015 nella categoria Young Adult.
Fra i documentari figurano La bocca del lupo (2010) di Pietro Marcello, miglior film e premio Fipresci al Torino Film Festival; Ulidi piccola mia, esordio di Mateo Zoni; La nave dolce di Daniele Vicari presentato in fuori concorso nel 2012 alla Mostra del cinema di Venezia, dove si aggiudica il premio Francesco Pasinetti come miglior documentario e Slow Food Story di Stefano Sardo presentato al Festival di Berlino.
Indigo Film ha debuttato nella produzione seriale con Una mamma imperfetta, ideata da Ivan Cotroneo e realizzata da Stefano Chiantini, distribuita contemporaneamente in rete, sul sito del Corriere della Sera, e in televisione, su Rai 2. Nel 2022 Indigo sbarca sulle piattaforme Paramount+ e Prime Video con le serie Corpo libero e The Bad Guy.

## Storia e produzioni principali
I tre fondatori della Indigo si sono conosciuti al corso di produzione del centro sperimentale di cinematografia di Roma e hanno fondato la società nel 1994.
Nel 2001 la Indigo ha prodotto il lungometraggio di Paolo Sorrentino L'uomo in più, opera prima del regista campano. Il sodalizio con Sorrentino è proseguito negli anni successivi con Le conseguenze dell'amore (realizzato con Fandango e Medusa Film) e con L'amico di famiglia, entrambi in concorso al Festival di Cannes.
Nel 2004 viene prodotto Apnea, opera prima di Roberto Dordit, mentre nel 2005 viene realizzato La guerra di Mario di Antonio Capuano.
Nel 2007 la Indigo è presente alla 64ª Mostra internazionale d'arte cinematografica di Venezia con tre produzioni: Il passaggio della linea (documentario di Pietro Marcello), Bianciardi! (documentario di Massimo Coppola) e con La ragazza del lago, primo film di Andrea Molaioli vincitore di ben dieci David di Donatello.
Nel 2008 è la volta de Il divo di Paolo Sorrentino, che ottiene il premio della giuria al Festival di Cannes 2008.
Nel 2009 viene prodotto La doppia ora di Giuseppe Capotondi, in concorso alla 66ª Mostra internazionale d'arte cinematografica di Venezia. Nello stesso anno Indigo Film vince il Torino Film Festival con il documentario La bocca del lupo di Pietro Marcello, che si aggiudica anche il premio Caligari al Festival internazionale del cinema di Berlino del 2009.
Nel 2010 è prodotto il lungometraggio Hai paura del buio di Massimo Coppola.
Nel 2011 tre importanti pellicole prodotte dalla Indigo sono This Must Be the Place di Paolo Sorrentino (in concorso a Cannes e vincitore di sei David di Donatello), La kryptonite nella borsa di Ivan Cotroneo, in concorso al Festival Internazionale del Cinema di Roma, e Il gioiellino di Andrea Molaioli.
Sempre nel 2011 presenta in concorso al 29° Torino Film Festival il documentario Ulidi piccola mia del regista esordiente Mateo Zoni.
Nel 2012 presenta come fuori concorso alla Mostra del cinema di Venezia il documentario La nave dolce di Daniele Vicari, poi distribuito in sala.
Nel 2013 viene prodotto il successivo film di Sorrentino, La grande bellezza, che vince l'Oscar (premi Oscar 2014) nella categoria miglior film straniero, il Golden Globe per il miglior film straniero e quattro European Film Awards 2013, riscuotendo anche un buon successo al botteghino sia in Italia che all'estero arrivando ad incassare in totale 21 milioni di dollari. Un'altra produzione del 2013 è Benvenuto Presidente! di Riccardo Milani, film candidato agli European Film Awards come miglior commedia e che riesce ad arrivare ad 8.500.000 euro di incassi.
A Natale 2015 esce al cinema Il ragazzo invisibile di Gabriele Salvatores, con un buon successo di pubblico, che viene candidato all' Efa Young Award 2015. Si tratta del primo film con un supereroe italiano, nato dalla sceneggiatura originale scritta da Alessandro Fabbri, Ludovica Rampoldi, Stefano Sardo, a partire da un'idea di Nicola Giuliano. Insieme, esce la graphic novel edita da Panini Comics, che coinvolge firme del mondo Marvel quali Diego Cajelli, Giuseppe Camuncoli, Werther Dell'Edera, Alessandro Vitti, presentata in anteprima a Lucca Comics a fine ottobre 2014 con una cover variant disegnata da Davide Toffolo; la graphic novel narra le origini del ragazzo invisibile. Salani, invece, edita il romanzo scritto dai tre sceneggiatori del film, che esce nelle librerie il 20 novembre 2014; è uno dei titoli del gruppo editoriale Gems più venduto a Natale. Nel febbraio 2015 Indigo Film con Agiscuola lancia un concorso per tutte le scuole primarie e secondarie, invitando gli studenti a scrivere la storia del sequel, Il ragazzo invisibile 2. Vengono coinvolti quasi 20.000 studenti.
Attualmente Indigo Film è impegnata nella postproduzione del nuovo film di Maria Sole Tognazzi, Io e lei, interpretato da Margherita Buy e Sabrina Ferilli; nella postproduzione dell'esordio cinematografico di Piero Messina con L'attesa, interpretato da Juliette Binoche e la cui uscita è prevista per l'autunno 2015; nella produzione del nuovo film di Ivan Cotroneo, Un bacio, le cui riprese inizieranno a fine aprile. È infine iniziata la preparazione del nuovo film di Andrea Molaioli Tutto per una ragazza, tratto dall'omonimo bestseller di Nick Hornby.
Con Rai Fiction, Indigo Film sta curando il progetto transmediale 100 anni dopo in occasione dell'anniversario della Grande Guerra. Verranno prodotti tra il 2015 e il 2016 dieci cortometraggi realizzati da dieci registi, scelti tra gli autori affermati e gli esordienti, a partire da dieci parole chiave individuate dalle lettere scritte al fronte dai soldati. I cortometraggi verranno rilasciati in esclusiva sul portale web di Rai, www.ray.it.

## I fondatori
Nicola Giuliano è stato direttore di produzione e organizzatore di film di registi del calibro di Mario Martone, Stefano Incerti e Nanni Moretti. È docente dal 2001 presso la scuola nazionale di cinema di Roma.
Francesca Cima ha collaborato con la Bianca Film, divenendone socia minoritaria. Ha seguito inoltre la produzione di alcuni film di Mimmo Calopresti, Giovanni Maderna e Chicco Stella. Dal 1999 al 2002 ha collaborato con la Fabrica Cinema. Anche lei è docente dal 2001 presso la scuola nazionale di cinema di Roma.
Carlotta Calori ha lavorato per la televisione satellitare Orbit, producendo documentari e programmi. Ha anche lavorato presso la Filmalpha.

## Lungometraggi
- Dorme, regia di Eros Puglielli (2000)
- L'uomo in più, regia di Paolo Sorrentino (2001)
- Le conseguenze dell'amore, regia di Paolo Sorrentino (2004)
- Apnea, regia di Roberto Dordit (2005)
- La guerra di Mario, regia di Antonio Capuano (2005)
- L'amico di famiglia, regia di Paolo Sorrentino (2006)
- La ragazza del lago, regia di Andrea Molaioli (2007)
- Il divo, regia di Paolo Sorrentino (2008)
- La doppia ora, regia di Giuseppe Capotondi (2009)
- La bocca del lupo, regia di Pietro Marcello (2009)
- Hai paura del buio, regia di Massimo Coppola (2010)
- Il gioiellino, regia di Andrea Molaioli (2011)
- This Must Be the Place, regia di Paolo Sorrentino (2011)
- La kryptonite nella borsa, regia di Ivan Cotroneo (2011)
- Ulidi piccola mia, regia di Mateo Zoni (2011)
- La nave dolce, regia di Daniele Vicari (2012)
- Benvenuto Presidente!, regia di Riccardo Milani (2013)
- Il Natale della mamma imperfetta, regia di Ivan Cotroneo (2013)
- La grande bellezza, regia di Paolo Sorrentino (2013)
- Il ragazzo invisibile, regia di Gabriele Salvatores (2014)
- Youth - La giovinezza, regia di Paolo Sorrentino (2015)
- L'attesa, regia di Piero Messina (2015)[1]
- Io e lei, regia di Maria Sole Tognazzi (2015)[2]
- Un bacio, regia di Ivan Cotroneo (2015)[2]
- Slam - Tutto per una ragazza, regia di Andrea Molaioli (2015)
- Il ragazzo invisibile - Seconda generazione, regia di Gabriele Salvatores (2017)
- Loro, regia di Paolo Sorrentino (2018)
- Metti la nonna in freezer, regia di Giancarlo Fontana e Giuseppe G. Stasi
- L'uomo che comprò la Luna, regia di Paolo Zucca (2018)
- Il sindaco del rione Sanità, regia di Mario Martone (2019)
- Gli infedeli, regia di Stefano Mordini (2020)
- Qui rido io, regia di Mario Martone (2021)
- Lovely Boy, regia di Francesco Lettieri – film TV (2021)
- Ti mangio il cuore, regia di Pippo Mezzapesa (2022)
- Comandante, regia di Edoardo De Angelis (2023)
- Vangelo secondo Maria, regia di Paolo Zucca (2023)
- Iddu - L'ultimo padrino,  regia di Fabio Grassadonia e Antonio Piazza (2024)
- Fuori, regia di Mario Martone (2025)

### Televisione
- The Bad Guy – serie TV (2022)